# Чешнегирово
Чешнеги́рово (болг. Чешнегирово) — село в Пловдивській області Болгарії. Входить до складу общини Садово.

## Населення
За даними перепису населення 2011 року у селі проживали 1943 особи.
Національний склад населення села:
| Національність   | Кількість осіб | Відсоток |
| ---------------- | -------------- | -------- |
| болгари          | 1291           | 93,6%    |
| цигани           | 77             | 5,6%     |
| не визначились   | 7              | 0,5%     |
| Всього відповіли | 1380           |          |

Розподіл населення за віком у 2011 році:
Динаміка населення: